# Datowanie termoluminescencyjne
Metoda termoluminescencyjna, metoda TL – metoda określania wieku używana w archeologii do datowania przede wszystkim ceramiki i cegieł w badaniach archeologicznych oraz do datowania osadów czwartorzędowych w geologii.

## Metoda
Wprowadzono ją w latach 50. XX wieku, lecz bardziej precyzyjne metody pojawiły się w latach 70. XX w. Metoda opiera się na zjawisku powszechnej wśród niektórych minerałów (głównie kwarcu i skaleni) chwilowej luminescencji po ogrzaniu. Natężenie stymulowanej termicznie luminescencji rośnie wraz z energią pochłoniętego promieniowania wzbudzającego. Energia wzbudzająca, której źródłem jest naturalne promieniowanie tła, jest akumulowana, jej ilość jest proporcjonalna do czasu jaki minął od ostatniego wyzerowania.
Czas ekscytacji oblicza dzieląc, uzyskaną na podstawie luminescencji próbki, dawkę promieniowania przez roczną dawkę promieniowania tła .
Najważniejszą cechą tej metody jest to, że nie datuje się osadu, a jedynie ostatni epizod ekspozycji na światło np. podczas tworzenia się osadu, albo ostatnie podgrzanie do temperatury co najmniej 300 °C.

## Mechanizm metody termoluminescencyjnej
W ceramice znajdują się drobne ziarna minerałów o własnościach termoluminescencyjnych. Minerały te są pobudzane promieniowaniem tła, a pobudzone po podgrzaniu świecą. Ilość wydzielonego światła jest proporcjonalna do pochłoniętego promieniowania jonizującego. Podgrzanie kasuje centra pobudzenia.
W geologii używana jest do datowania ostatniej ekspozycji osadu na światło słoneczne lub transportu powodującego tzw. wyzerowanie próbki. Datowanie wykonuje się dla ziarn kwarcu najczęściej z przedziału 63-45 µm w utworach eolicznych lessach i piaskach wydmowych rzadziej w osadach fluwialnych. Założeniem metody jest określenie dawki geologicznej promieniowania kosmicznego i pierwiastków promieniotwórczych tła, pochłoniętej przez osad od jego ostatniego kontaktu ze światłem słonecznym i/lub epizodu transportu . Metoda ta jest coraz rzadziej stosowana w badaniach osadów czwartorzędowych. Powodem tego jest znaczny błąd metody sięgający 15% i zawężenie zastosowania w zasadzie tylko do osadów wulkanicznych (spełniających kryterium termicznego wyzerowania). Niektóre niedoskonałości datowania metodą termoluminescencji (TL) udało się wyeliminować dzięki zastosowaniu nowocześniejszej metody optycznie stymulowanej luminescencji (OSL).

## Datowanie murów w praktyce
W laboratorium Uniwersytetu Mikołaja Kopernika w Toruniu w 2008 roku przeprowadzono badania TL polegające na próbie określenia daty wypalenia cegieł wykorzystanych do budowy zamku w Malborku, a w 2014 roku badania cegieł z których zbudowano kościół św. Jakuba w Toruniu.